# Éric Fourez
Pour les articles homonymes, voir Fourez.
Éric Fourez, né le 3 septembre 1946 à Tournai, est un peintre belge.

## Biographie

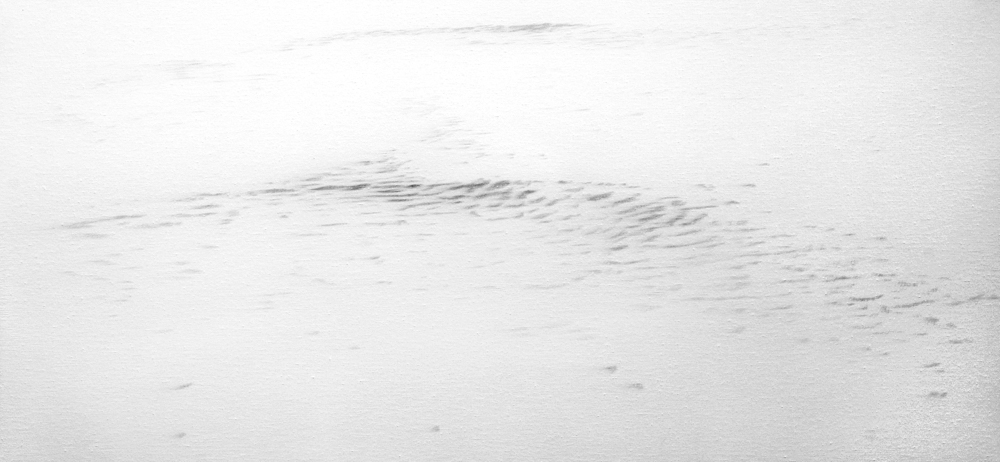
Traces, Knokke-Le-Zoute.

En 1981, Éric Fourez expose pour une des premières fois dans la galerie L'Estampe à Tournai, tenue par le libraire Jean Hanon et y revient en 1988. La même année, il expose avec Francis Dusépulchre et Patricia Dopchie à la maison de la Culture de Tournai[réf. nécessaire]. Deux ans plus tard, il expose à Paris, au Grand Palais dans le cadre de l'exposition Grands et jeunes d'aujourd'hui.
Il expose en 1994 dans la galerie Pim de Rudder à Assenede, puis en 1997 dans la galerie Aleph à Bruxelles. En 1999, on le retrouve au musée Ianchevelechi aux côtés de l'artiste anversois Panamarenko et Francis Dusépulchre et à Gand Huize Sint-Jacobus où il partage les cimaises avec Amédée Cortier[réf. nécessaire].
En 2001 et 2002, il expose avec Guy Vandenbranden dans la galerie Jos Art à Amsterdam. Cette même année, il est présent à la maison de la Culture de Namur pour l'exposition Marines. Il retourne en 2004 à Amsterdam aux côtés cette fois de Joseph Beuys et Jannis Kounellis dans la galerie Jos Art.
En août 2006, il expose conjointement à Namur au musée Félicien Rops et à la maison de la Culture. L'année 2007 marque son retour dans la Galerie Jos Art à Amsterdam et sa présence dans la galerie Eva Poll à Berlin pour l'exposition Geschichten vom wasser. Il expose également au Stadtbibliothek de Cologne avec l'exposition Geschichten vom wasser.
Il expose en 2009 au Musée d'Art moderne et d'Art contemporain de Liège et y retourne en 2010 pour participer à une exposition thématique Cycles et Métamorphoses.
En 2013, il expose au musée des beaux-arts de Tournai dans le cadre de l'exposition La beauté sauvera le monde et à la MG Art gallery à Zeebruges où il partage les cimaises avec Jephan de Villiers Mémoires océanes.
Conjointement à la MG Art gallery et au centre culturel de Péruwelz, il partage les cimaises avec Baudouin Oosterlynck Par l'œil et par l'oreille en 2015.
En 2017, il intègre et expose à la Galerie Faider où il expose de nouveau en 2019 et en 2023.
En 2022, il participe à l'exposition A taste of abstraction à la Galerie Patinoire Royale Bach à Bruxelles, une exposition consacrée principalement aux œuvres picturales d’artistes belges conçues entre 1975 et 2000. 
En 2024, il expose au BPS22, musée d'art de la province du Hainaut à Charleroi.

## Distinctions
Le Prix Jos Alber lui est octroyé en 2004 par l'Académie royale des sciences, des lettres et des beaux-arts de Belgique.

## Collections
- Mamac, musée d'art moderne de Liège
- Musée Félicien Rops à Namur
- Musée Royal de Mariemont
- Musée des beaux-arts de Tournai
- Universiteit Antwerpen
- Œuvre monumentale (pierre tombale) à l'entrée de la Bibliothèque communale d'Assenede
- Communauté française de Belgique
- Banque nationale de Belgique
- Collection Dexia